# Anna Balicka
Anna Balicka, po mężu Rucińska (ur. 3 września 1963 w Warszawie) – polska siatkarka, reprezentantka Polski.
Występowała m.in. w Polonezie Warszawa, w latach 1986–1988 wystąpiła 60 razy w reprezentacji Polski seniorek, m.in. na mistrzostwach Europy w 1987, na których zajęła z drużyną 11. miejsce.